# Monumento a las víctimas del terrorismo (1968-2007)
L'escultura urbana coneguda pel nom Monumento a las víctimas del terrorismo (1968-2007), ubicada a la plaça Ángel González (poeta), a la ciutat d'Oviedo, Principat d'Astúries, Espanya, és una de les més d'un centenar que adornen els carrers de l'esmentada ciutat espanyola, generalment monuments commemoratius dedicats a personatges d'especial rellevància en un primer moment, i més purament artístiques des de finals del segle xx.
L'escultura, feta de granit i marbre travertí, és obra de José Luis Sánchez Planes, acadèmic de la Reial Acadèmia de Belles Arts de San Fernando i està datada 2007.
El monument consisteix en xapat d'estructura d'acer inoxidable autoportant en granit negre intens, amb la gravació per raig de sorra dels noms de les víctimes del terrorisme des del seu inici en 1968 fins a l'any 2007, un total de 1500 noms en aquest moment; el conjunt escultòric es completa amb una enorme "Mà de Fàtima" de color blanc, feta amb fresadora de control numèric en marbre travertí.